# الشرق الاوسط
الشرق الاوسط (معنی: خاور میانه) نام یکی از روزنامه‌های جهان عرب است و دفاتر اصلی این روزنامه در لندن و جده قرار دارد و از سال ۱۹۷۸ (میلادی) منتشر می‌شود. نیویورک تایمز در ۲۰۰۵ این روزنامه را «یکی از قدیمی‌ترین و پرنفوذترین روزنامه‌های منطقه» معرفی کرد.
روزنامه الشرق الاوسط را می‌توان دومین روزنامه فرامنطقه ای عرب دانست که چون الحیات به‌طور همزمان در لندن و چند پایتخت عربی چاپ و منتشر می‌شود. این روزنامه که در سال ۱۹۷۸ توسط هشام و محمدعلی حافظ تأسیس شد برای مدت‌ها سردبیری آن با «عبدالرحمان راشد» نویسنده صاحب نام و نکته سنج سعودی بود، اما پس از آنکه سعودی‌ها تصمیم گرفتند در مقابل شبکه تلویزیونی «الجزیره» شبکه ای مشابه و با سرمایه خود تأسیس کنند وی به مدیریت شبکه «العربیه» انتقال یافت. با این وجود هنوز عبدالرحمان راشد یکی از نویسندگان اصلی همین روزنامه بوده و ستون ثابت او به‌طور مرتب به بررسی اوضاع جاری جهان عرب می‌پردازد. پیش تر رسانه‌های ایرانی با انتشار مطلبی جعلی به نقل از الشرق الاوسط مدعی شده بودند فردی به نام «فهوی حسین» از روزنامه نگاران مصری و با سابقه در همین رسانه و دارای گرایش ضد ایرانی ضمن مقایسه دو کشور ایران و مصر با تأکید بر برتری ایران در حوضه‌های امنیتی و نظامی و در مقابل وجود بحران‌های مختلف از جمله گرسنگی در مصر علت اصلی این برتری را در مقاومت ایران در مقابل جبهه غرب دانسته‌است. این در حالی است که اساساً فردی با این نام هیچ مقاله ای در روزنامه الشرق الاوسط و هیچ روزنامه دیگر عرب زبان نداشته و اصل این مقاله نیز در وبسایت هیچ‌یک از رسانه‌های معتبر عربی موجود نیست
علیرضا نوری‌زاده، روزنامه‌نگار و کارشناس سیاسی در امور ایران و خاورمیانه، از مقاله نویسان ثابت این روزنامه است.

## اخبار دروغ
در جریان پیاده‌روی اربعین در سال ۱۳۹۵ پایگاه اطلاع‌رسانی این روزنامه طی خبری به نقل از یک سخنگوی سازمان بهداشت جهانی ادعا کرده بود که سال گذشته همزمان با مراسم اربعین و ورود زوار، «به خصوص ایرانی‌ها» به عراق، ده‌ها مورد بارداری نامشروع در این کشور به ثبت رسیده‌است. با تکذیب این خبر از سوی «فادلا غیب» سخنگوی سازمان بهداشت جهانی و همچنین از سوی دفتر منطقه‌ای سازمان بهداشت جهانی، این خبر از پایگاه اینترنتی روزنامه حذف شد و حتی شایعه شد که این رسانه مجبور شده‌است با خبرنگار انتشاردهنده این خبر برخورد کند.
انتشار این شایعه واکنش حنان الفتلاوی نماینده زن پارلمان عراق را به دنبال داشت. وی اعلام کرد که قصد دارد از این روزنامه شکایت کند. الفتلاوی از دولت عراق خواست از توزیع و فروش این روزنامه سعودی در عراق جلوگیری شود. دفتر نخست‌وزیری عراق نیز تأکید کرد که این روزنامه باید به دلیل انتشار خبر جعلی و «توهین به ملت غیور عراق» عذرخواهی کند.